# Jesús Pulido Arriero
Jesús Pulido Arriero S.O.D., né à Tolède le 21 février 1965, est un prêtre catholique et théologien espagnol nommé évêque de Coria-Cáceres en 2021.

## Biographie
Jésus Pulido Arriero est né le 21 février 1965 à Tolède, en Espagne; il est le fils de Vicente Pulido et Victoria Arriero.
Il est diplômé en Philosophie et Théologie en 1987 à l' université pontificale de Salamanque.
Il compléte sa formation théologique à Rome, obtenant une licence en Écriture Sainte de l' Institut biblique pontifical en 1990 et un doctorat en théologie à la Faculté pontificale de théologie Teresianum en 2002.
En 1989, il entre à la Fraternité des prêtres ouvriers diocésains du Sacré-Cœur de Jésus, une communauté de prêtres de droit pontifical.
Il reçoit l'ordination sacerdotale le 31 juillet 1990 à Majadahonda, des mains de Cipriano Calderón Polo (en) pour être incardiné dans l'archidiocèse de Tolède.
De 1990 à 1999, il dirige la maison d'édition Sígueme (Suivez-moi) à Salamanque. De 2000 à 2002, il est vice-directeur du collège pontifical espagnol (es) de Rome. De 2002 à 2014, il est secrétaire général et de 2008 à 2014 également directeur adjoint de sa communauté sacerdotale.
De 2013 à 2015, il est également membre du personnel de la Section des affaires générales du secrétariat d'État du Saint-Siège. De 2014 à 2015, il est nommé vice-recteur du Collège vénézuélien de Rome puis directeur adjoint du Grand Séminaire San Carlos et San Ambrosio de La Havane, à Cuba, jusqu'en 2016.
Depuis 2016, il travaille comme directeur de la Conférence épiscopale espagnole et depuis 2017 également comme secrétaire technique de la Commission épiscopale pour la doctrine de la foi.
Le pape François le nomme évêque de Coria-Cáceres le 7 décembre 2021 et est réalisée par Bernardito Auza avec comme co-consécrateurs Celso Morga Iruzubieta (es) et Francisco Cerro Chaves (es). Sa consécration a lieu le 19 février 2022.
Par ailleurs, il est élu vice-grand chancelier de l'université pontificale de Salamanque en avril 2022 par l'Assemblée plénière de la Conférence épiscopale espagnole.